# 10 (album LL Cool J-a)
10 – dziewiąty studyjny album amerykańskiego rapera LL Cool Ja. Został wydany 15 października, 2002 roku. Zadebiutował na 2. miejscu notowania Billboard 200.

## Lista utworów
1. "Intro" – 1:04
2. "Born to Love You" – 3:42
3. "Luv U Better" – 4:47
4. "Paradise" (feat. Amerie) – 4:35
5. "Fa Ha" – 4:55
6. "Niggy Nuts" – 3:40
7. "Amazin'" (feat. Kandice Love) – 3:58
8. "Clockin' G's" – 4:08
9. "Lollipop" – 4:45
10. "After School" (feat. P. Diddy) – 4:39
11. "Throw Ya L's Up" – 3:52
12. "U Should" – 4:20
13. "10 Million Stars" – 4:01
14. "Mirror Mirror" – 4:26
15. "Big Mama (Unconditional Love)" (feat. Dru Hill) – 5:34

Bonusowe utwory
1. "All I Have" (Jennifer Lopez feat. LL Cool J) – 4:14

## Notowania
Album
| Notowania (2002)                      | Pozycja |
| ------------------------------------- | ------- |
| U.S. Billboard 200                    | 2       |
| U.S. Billboard Top R&B/Hip-Hop Albums | 1       |

Single
| Singiel        | Notowania (2002)       | Pozycja |
| -------------- | ---------------------- | ------- |
| "Luv U Better" | U.S. Billboard Hot 100 | 4       |
| "Paradise"     | U.S. Billboard Hot 100 | 36      |